# Harvard (Illinois)
Harvard é uma cidade localizada no estado americano de Illinois, no Condado de McHenry.

## Demografia
Segundo o censo americano de 2000, a sua população era de 7996 habitantes.
Em 2006, foi estimada uma população de 9694, um aumento de 1698 (21.2%).

## Geografia
De acordo com o United States Census Bureau tem uma área de
13,8 km², dos quais 13,8 km² cobertos por terra e 0,0 km² cobertos por água. Harvard localiza-se a aproximadamente 292 m acima do nível do mar.

## Localidades na vizinhança
O diagrama seguinte representa as localidades num raio de 20 km ao redor de Harvard.